# Zapp VI: Back by Popular Demand
Zapp VI: Back by Popular Demand è il sesto album in studio del gruppo musicale statunitense Zapp, pubblicato nel 2002.

## Tracce
1. Intro – 0:51
2. You've Got Mail – 4:15
3. Say You Will Say You Won't – 3:38
4. I Wanna Love You – 4:29
5. She's 'Bout to Roll – 4:13
6. The Discussion – 0:26
7. The Way You Walk and Move – 4:08
8. If You Would Love Me – 3:52
9. This Is Our Song to You – 4:20
10. Be with You Forever – 4:26
11. Late Night Fantasy – 4:41
12. Zapp Is Back – 3:17
13. Get Up Off the Wall – 3:45
14. I Finally Found What I've Been Searching For – 5:14